# اچ‌ام‌اس بلفاست (سی۳۵)
اچ‌ام‌اس بلفاست (سی۳۵) (به انگلیسی: HMS Belfast (C35)) یک کشتی است. این کشتی در سال ۱۹۳۸ ساخته شد.